# 圣塞西尔莱维涅
圣塞西尔莱维涅（法語：Sainte-Cécile-les-Vignes，法語發音：[sɛ̃t sesil le viɲ]）是法国普罗旺斯-阿尔卑斯-蓝色海岸大区沃克吕兹省的一个市镇，位于该省西北部，属于阿维尼翁区。

## 地理
圣塞西尔莱维涅（44°14'43"N, 4°53'10"E）面积19.82 平方千米，位于法国普罗旺斯-阿尔卑斯-蓝色海岸大区沃克吕兹省，该省份为法国东南部内陆省份，北起德龙省，西北接阿尔代什省，西接加尔省，南至罗讷河口省，东南角与瓦尔省接壤，东临上普罗旺斯阿尔卑斯省。
与圣塞西尔莱维涅接壤的市镇（或旧市镇、城区）包括：罗什居德、叙兹拉鲁斯、蒂莱特、凯拉讷、拉加尔德帕雷奥勒、圣罗芒德马勒加德、塞里尼昂迪孔塔、特拉瓦扬。

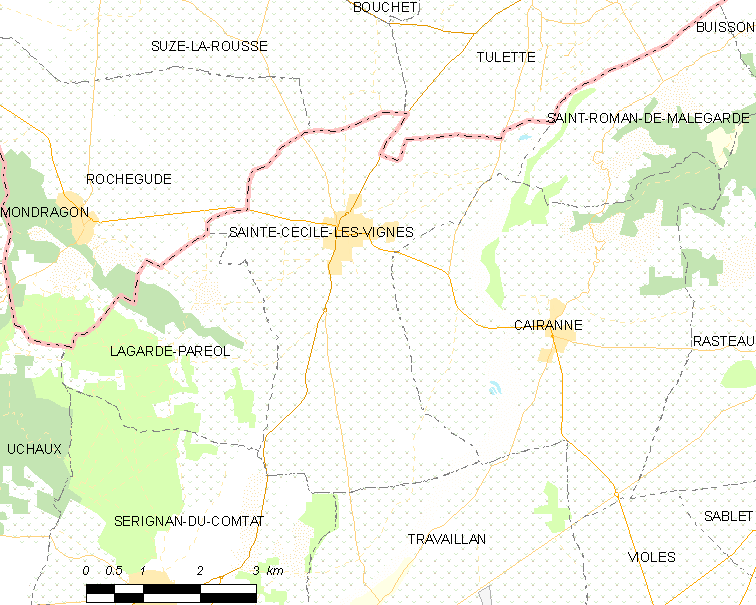
圣塞西尔莱维涅的OSM定位图

圣塞西尔莱维涅的时区为UTC+01:00、UTC+02:00（夏令时）。

## 行政
圣塞西尔莱维涅的邮政编码为84290，INSEE市镇编码为84106。

## 政治
圣塞西尔莱维涅所属的省级选区为博莱讷县。

## 人口

1962-2008年间圣塞西尔莱维涅人口变化图示

圣塞西尔莱维涅于2022年1月1日时的人口数量为2639人。